# Erik Nielsen Rosenkrantz
 Der er flere personer med dette navn, se Erik Rosenkrantz.
Erik Nielsen Rosenkrantz (ca. 1447 – ca. 1505) var en dansk adelsmand, professor og universistetsrektor. Erik Nielsen Rosenkrantz var en søn af Niels Nielsen Rosenkrantz til Tange og Ide Nielsdatter Banner. Hans far døde senest 1452, hvorfor Erik fik sin farbror Ludvig Nielsen Rosenkrantz til værge. Ludvig satte sig imidlertid, formodentlig dog med en vis ret, efter sin brors død i besiddelse af gården Tange, som således gik tabt for Erik. 

## Uddannelse
Erik Nielsen slog da ind på den gejstlige løbebane og blev ærkedegn i Viborg 1465, inden han endnu havde nået den lovbestemte alder. Samme år nævnes han som kannik i Ribe. Som så mange af sine samtidige studerede han ved udenlandske universiteter, og han må her have erhvervet en betydelig lærdom, at dømme efter de hædersposter, som han opnåede i udlandet. 1465 var han blevet immatrikuleret i Erfurt, hvor han for sommersemestret 1472 valgtes til universitetets rektor. Han var da Magister artium og baccalaureus i den kanoniske ret. Ikke længe efter udløbet af sit rektorat må han have forladt Erfurt. Februar 1473 immatrikuleredes han i Rostock, men hans ophold her kan kun have været kort, da han i samme måned træffes i Greifswald, hvor han blev universitetets rektor i vinteren 1473-74. Under dette rektorat erhvervede han doktorgraden i den kanoniske ret. Som et tegn på hans slægtsfølelse kan det nævnes, at han er den første, der har ladet sit våbenskjold afbilde i Greifswald Universitets matrikel. Til sine tidligere gejstlige værdigheder havde han nu føjet et kanonikat i Lund. Senere nævnes han desuden som kannik i Roskilde. 

## Professor og rektor
Efter sin hjemkomst fra udlandet forekommer Erik Nielsen en sjælden gang som rigsråd, første gang 1476, da han deltog i et forligsmøde i Kalmar med svenskerne. Især er hans navn dog knyttet til Københavns Universitet i dets ældste tid. En Mand med hans videnskabelige navn måtte jo være selvskreven, når der blev tale om lærerkræfter til det nyoprettede universitet. Han blev da også dens første ordentlige professor i kirkeretten og det juridiske fakultets første dekan, ligesom han ofte valgtes til universitetets rektor, første gang for vinteren 1479-80, sidste gang 1501. Blandt hans samtidige har ingen beklædt denne værdighed så ofte som han. I 1498 nævnes han tillige som universitetets vicekansler. I 1481 blev han dekan i Københavns Domkapitel, et embede, som jo noget lettere end stillingen som ærkedegn i Viborg kunne varetages sammen med universitetsforretningerne. Fra 1481-95 nævnes han tillige som kirkeherre ved Københavns Sankt Petri Kirke. Kapitlets dekan var han endnu 1504, men derimod næppe 1510. Han er sandsynligvis død omkring 1505.

## Fodnoter
1. ↑  Se immatrikulation af Erik Nielsen Rosenkrantz i Rostock Matrikelportal